# Lipków
Lipków – wieś w Polsce położona w województwie mazowieckim, w powiecie warszawskim zachodnim, w gminie Stare Babice. Ma status sołectwa.
Wieś szlachecka Lupkowo położona była w 1580 roku w powiecie warszawskim ziemi warszawskiej województwa mazowieckiego. W latach 1975–1998 miejscowość administracyjnie należała do województwa warszawskiego.

## Transport
Jest główną miejscowością przy trasie łączącej Stare Babice z Izabelinem. Wieś połączona jest ze Starymi Babicami autobusem podmiejskim linii 714 obsługiwanej przez ZTM. Przez miejscowość przebiegają także trasy autobusów komunikacji lokalnej 96 i 97 operatora Grodziskie Przewozy Autobusowe.

## Historia
Pierwsza wzmianka o Łupkowie lub Lubkowie (dzisiejszy Lipków) – własności rycerskiego rodu Prusów – pochodzi z 1414. Wieś położona na skraju Puszczy Kampinoskiej na słabych gruntach często zmieniała właścicieli. W XVIII wieku należała m.in. do Zamoyskich (kanclerz Andrzej Zamoyski) i Mniszchów (marszałek wielki koronny Michał Mniszech). 1 stycznia 1790 wieś przeszła na własność Paschalisa Jakubowicza, który otworzył tu manufakturę słynnych lipkowskich pasów kontuszowych i zbudował dwór. W 1791 wizytę złożył tu król Stanisław August Poniatowski. W 1792 powstał kościół. Autorem projektu był Hilary Szpilowski.
24 stycznia 1811 Paschalis Jakubowicz sprzedał dobra swojemu synowi Feliksowi. Kiedy 1812 Feliks zmarł, podobnie jak wkrótce sam Paschalis, Lipków przeszedł na własność najstarszego syna Paschalisa, Józefa Paschalisa Jakubowicza, ożenionego z Ludwiką z Ryxów. Ten wyremontował zniszczone budynki fabryczne i wznowił produkcję, tym razem materiałów jedwabnych, płóciennych, bawełnianych i innych. Fundamenty budynków fabrycznych, zarośnięte trawą, znajdują się na skraju polany, za przykościelnym cmentarzem. W 1827 wieś liczyła 22 domy i 264 mieszkańców.

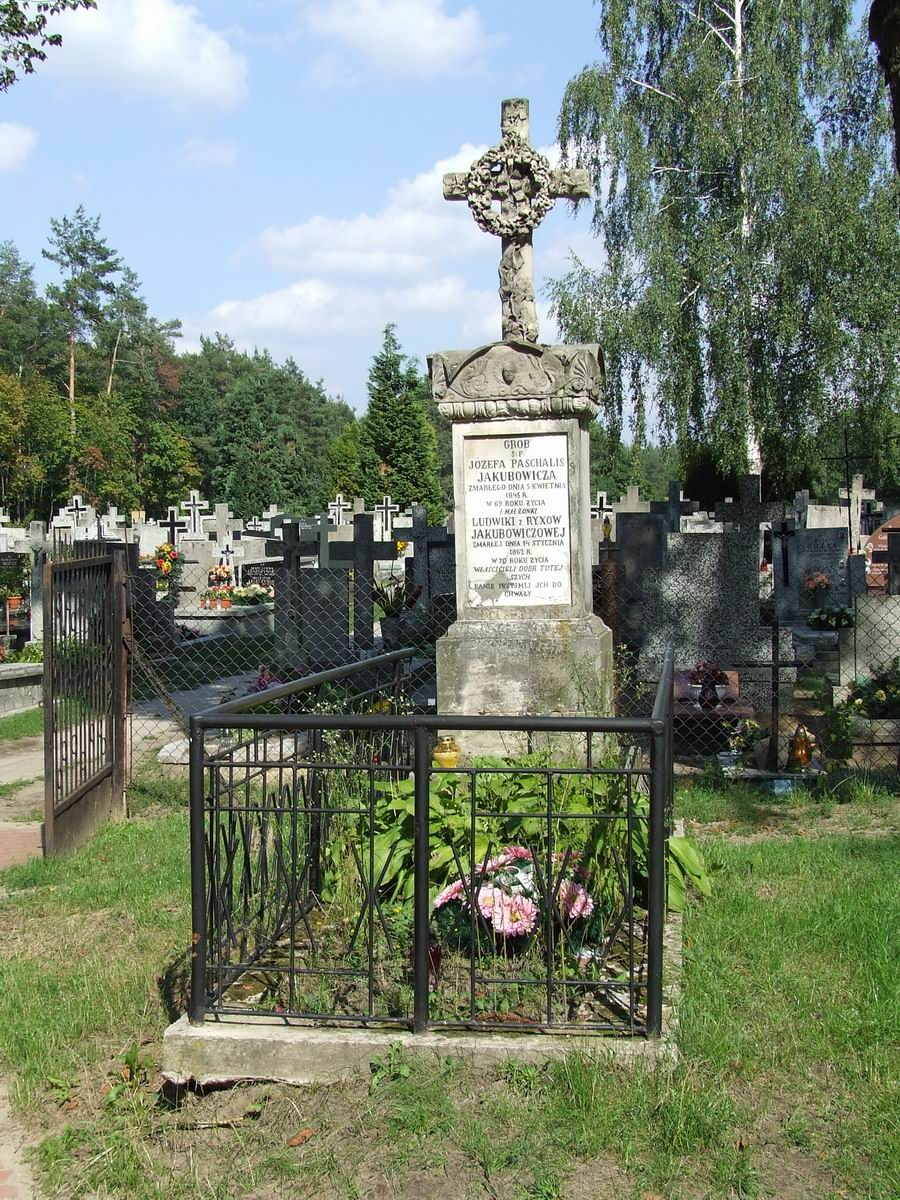
Grób Jakubowiczów na przykościelnym cmentarzu

Po śmierci Jakubowiczów (Józef Paschalis – 5 kwietnia 1845, Ludwika – 14 stycznia 1862), do przejęcia przez Kazimierza Szetkiewicza 14 maja 1880 majątek miał po kolei sześciu właścicieli. Do córki Szetkiewicza, Maryni, przyjeżdżał do Lipkowa Henryk Sienkiewicz – najpierw jako konkurent, później, po ślubie z Marią Szetkiewiczówną, jako jej mąż. Na prośbę żony pisarz umieścił w Lipkowie scenę pojedynku Bohuna z Wołodyjowskim w powieści Ogniem i mieczem. W 1883 Szetkiewicz sprzedał majątek, który do 1937 wielokrotnie zmieniał właścicieli. Jako ostatni, przed wojną majątek objęli państwo Suwaldowie
W związku z częstymi zmianami właścicieli kościół pozbawiony wsparcia finansowego podupadł. Już w 1830 parafia św. Rocha w Lipkowie została zlikwidowana i kościół stał pusty aż do 1950. 
W 1921 rozebrana została karczma, uwieczniona w powieści przez Sienkiewicza. Do 2006 miejsce to upamiętniał głaz, znajdujący się w zagajniku nad potokiem Struga, przy mostku łączącym Lipków z Koczargami Starymi.
W czasie II wojny światowej okoliczna ludność walczyła m.in. w partyzantce, a po wojnie, w wyniku reformy rolnej, na miejscu majątku powstał PGR. W 1948 pracownicy PGR przypadkiem zaprószyli ogień i zabytkowy dwór spłonął. W latach 1950–1952, staraniem księdza kanonika Stefana Kowalczyka, dziekana warszawskiego i proboszcza parafii NMP na Nowym Mieście w Warszawie, odbudowano kościół, a w dworze umiejscowiono plebanię. Proboszczem został ksiądz Wacław Kurowski (zmarły 28 lipca 1992), który m.in. założył we dworze prywatne muzeum historii Lipkowa i jego związków z Sienkiewiczem. Obecnie muzeum już nie istnieje. Kolejni proboszczowie próbowali rewaloryzować kościół i jego otoczenie. Ze względu na zły stan kościół został zamknięty, a w wybudowanej obok tymczasowej kaplicy od wiosny 2008 odprawiane są nabożeństwa.
W 2011 dzięki działaniom nowego proboszcza i dotacji 150 000 zł z Ministerstwa Kultury wykonano izolację fundamentów kościoła i odtworzono nasyp ziemny wokół nich stabilizując kościół i ukierunkowano odpływ wody. Wzmocniono także mury plebanii (dworku). Za kolejne 950 000 zł planowano remont dachu i wymianę gontu na blachę miedzianą. Proboszcz ks.Tomasz Sobiecki planuje remont świątyni i ewentualną jego rozbudowę o nawy boczne.

## Zabytki

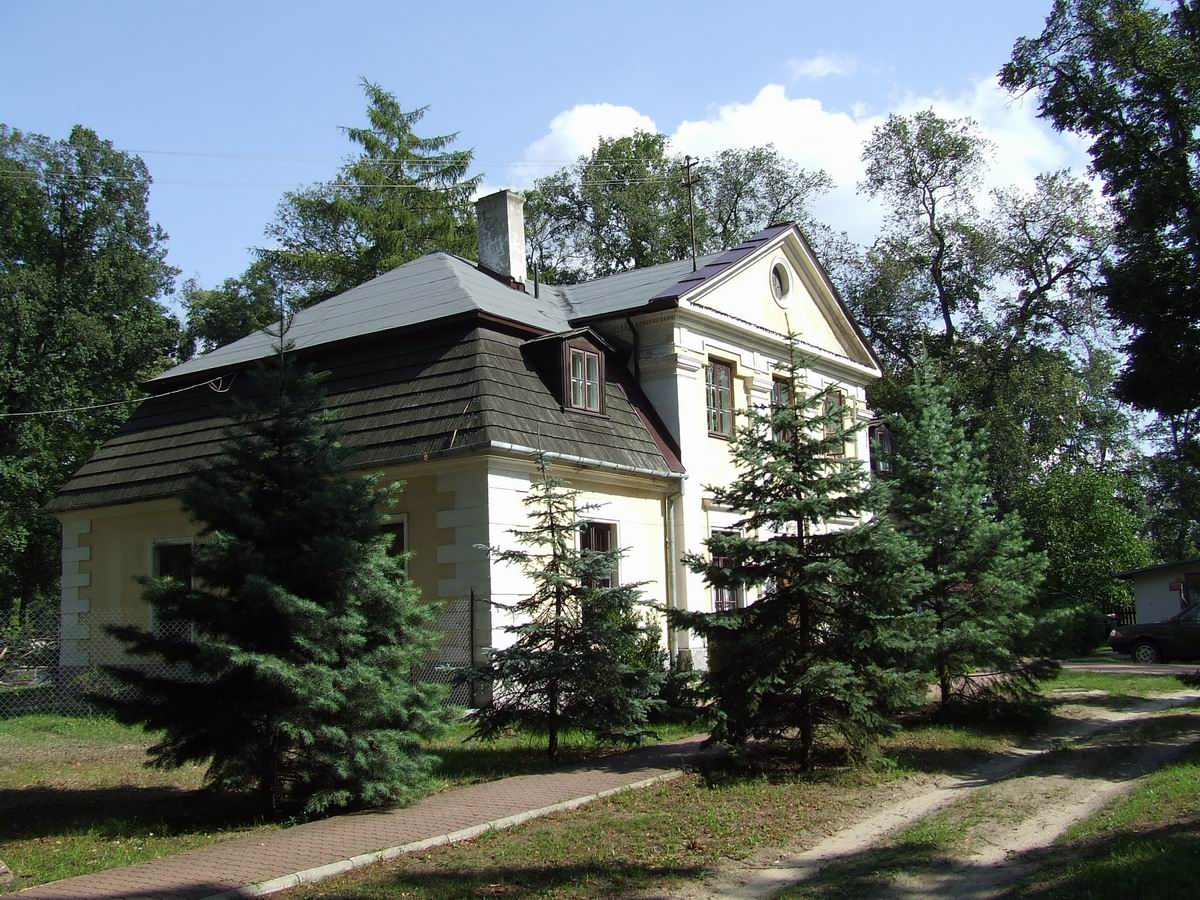
Dwór w Lipkowie

- barokowo-klasycystyczny dwór z 1792, obecnie plebania
- klasycystyczny kościół parafialny św. Rocha z 1792 projektu Hilarego Szpilowskiego
- park krajobrazowy z aleją starych drzew
- kapliczka neogotycka z ok. 1860 roku

## Szlaki turystyczne
- szlaki piesze:
  -  Południowy Szlak Krawędziowy (Kampinos – Leszno – Lipków – Dąbrowa Leśna)
- szlaki rowerowe:
  -  Kampinoski Szlak Rowerowy
- Lokalny Szlak Powiatu Warszawskiego Zachodniego, dostępna aplikacja GPS prowadząca po szlaku.